# Pleśnica
Pleśnica [pronunciación en polaco: /plɛɕˈnit͡sa/] (en alemán: Plieschnitz) es un pueblo ubicado en el distrito administrativo de Gmina Korfantów, dentro del Condado de Nysa, Voivodato de Opole, en el sur de Polonia occidental. Se encuentra aproximadamente a 8 kilómetros al sur de Korfantów, a 19 kilómetros al este de Nysa, y a 36 kilómetros al suroeste de la capital regional Opole.